# Pavetta gardeniifolia
Pavetta gardeniifolia là một loài thực vật có hoa trong họ Thiến thảo. Loài này được Hochst. ex A.Rich. mô tả khoa học đầu tiên năm 1848.